# Opperste Sovjet van de Kazachse Socialistische Sovjetrepubliek
De Opperste Sovjet van de Kazachse Socialistische Sovjetrepubliek (Kazachs: Қазақ ССР Жоғарғы Советі, Qazaq SSR Joğarğy Sovetı) was de benaming van de opperste sovjet (wetgevende vergadering met bepaalde uitvoerende bevoegdheden) van genoemde sovjetrepubliek en bestond van 1937 tot 1991. In laatstgenoemd jaar werd zij vervangen door de Opperste Raad van Kazachstan (die louter wetgevende bevoegdheden kende) en in 1994 werd vervangen door het Parlement van Kazachstan, het huidige tweekamerparlement., Verkiezingen voor de Opperste Sovjet vonden om de vier jaar plaats en het parlement kwam twee sessies per jaar bijeen. De laatste verkiezingen voor de Opperste Sovjet vonden in 1990 plaats.
Tussen de zittingen van de Opperste Sovjet in, nam het Presidium van de Opperste Sovjet het dagelijks bestuur waar. De voorzitter van het Presidium was het hoofd van de Kazachse SSR. Het Presidium werd in 1990 ontbonden en de bevoegdheden van de voorzitter van het Presidium werden overgeheveld naar de voorzitter van de Opperste Sovjet.

## Voorzitters (van het Presidium) van de Opperste Sovjet
| Voorzitter                                                                                | Begin termijn     | Einde termijn     |
| ----------------------------------------------------------------------------------------- | ----------------- | ----------------- |
| Voorzitter van het Presidium van de Opperste Sovjet                                       |                   |                   |
| Abdisamet Kazakpajev                                                                      | 17 juli 1938      | 20 maart 1947     |
| Danijal Kerimbajevitsj Kerimbajev                                                         | 20 maart 1947     | 23 maart 1954     |
| Nurtas Dandibajevitsj Oendasynov                                                          | 23 maart 1954     | 31 maart 1955     |
| Dzjoemabek Achmetovitsj Tasjenev                                                          | 31 maart 1955     | 20 januari 1960   |
| Fazil Karimovitsj Karibzjanov                                                             | 20 januari 1960   | 25 augustus 1960  |
| Kapitolina Nikolajevna Krijoekova                                                         | 25 augustus 1960  | 3 januari 1961    |
| Isagali Sjaripovitsj Sharipov                                                             | 3 januari 1961    | 5 april 1965      |
| Sabir Biljalovitsj Nijazbekov                                                             | 5 april 1965      | 19 december 1978  |
| Isataj Abdoekarimovtsj Abdoekarimov                                                       | 19 december 1978  | 14 december 1979  |
| Sattar Noermasjevitsj Imasjev                                                             | 14 december 1979  | 22 februari 1984  |
| Andrej Pavlovitsj Plotnichov                                                              | 22 februari 1984  | 22 maart 1984     |
| Bajken Asjimovitsj Asjimov                                                                | 22 maart 1984     | 27 september 1985 |
| Salamat Moekasjevitsj Mukasjev                                                            | 27 september 1985 | 9 februari 1988   |
| Zakasj Kamalidenovitsj Kamalidenov                                                        | 9 februari 1988   | 6 december 1988   |
| Vera Vasiljevna Sidorova                                                                  | 6 december 1988   | 10 maart 1989     |
| Machtay Ramazanovitsj Sagdijev                                                            | 10 maart 1989     | 22 februari 1990  |
| Voorzitter van de Opperste Sovjet (1990-1991) Voorzitter van de Opperste Raad (1991-1993) |                   |                   |
| Noersoeltan Abisjevitsj Nazarbajev(a)                                                     | 22 februari 1990  | 24 april 1990     |
| Jerik Asanbajev                                                                           | 24 april 1990     | 16 oktober 1991   |
| Serikbolsin Abdildin                                                                      | 16 oktober 1991   | 28 januari 1993   |
| (a): Nadien eerste president van Kazachstan                                               |                   |                   |
| Bron: WSM                                                                                 |                   |                   |